# Trojena
Trojena (Eigenschreibweise: TROJENA; arabisch تروجينا) ist ein im Bau befindliches Skigebiet und Touristenressort in Neom, Provinz Tabuk, Saudi-Arabien. Trojena ist eine der angekündigten Regionen des Siedlungsprojekts  Neom, wird 50 km vom Golf von Akaba entfernt liegen und soll eine Gesamtfläche von 60 km² auf einer Höhe von 1500 bis 2600 Meter über dem Meeresspiegel umfassen.

## Projekt
Der Bau der Resortstadt in den Bergen der Provinz Tabuk wurde im März 2022 von Kronprinz Mohammed bin Salman angekündigt. Ziel ist es den Wintersport und den Tourismus in Saudi-Arabien zu fördern. Die Förderung des Tourismus ist Teil der Saudi Vision 2030 und Trojena soll bis 2026 fertiggestellt werden. Die Region soll bis zum Jahr 2030 700.000 Besucher und 7.000 ständige Einwohner anziehen.
Trojena soll ein Skidorf, eine Vielzahl von Restaurants und Einzelhandelsgeschäften, luxuriöse Familien- und Gesundheitsresorts sowie Sportstätten für Mountainbiking, Skipisten, Wassersport und ein interaktives Naturreservat umfassen. Die Gebäude sollen dabei mit der umliegenden Landschaft verschmelzen. Nach Angaben der Saudi Press Agency wird die Durchschnittstemperatur das ganze Jahr über 10 °C unter der der Nachbarregionen liegen.
Im Winter erreichen die Temperaturen hier bis zu −20 °C. Obwohl es auch Schnee in der Region gibt, soll der überwiegende Teil der Skipisten mithilfe von Kunstschnee betrieben werden. Der Strom für den Betrieb der Resortstadt soll aus erneuerbaren Energien gewonnen werden. Im Januar 2025 wurde berichtet, dass derzeit eine Wasserleitung gebaut wird, die dazu dienen soll, Wasser aus dem Roten Meer zu pumpen, das entsalzt und dann für die Schneekanonen verwendet werden soll.
Im Jahr 2023 berichtete der Projektleiter Philip Gullet von „signifikanten Fortschritten“ beim Bau der Ortschaft. 1,6 Millionen Kubikmeter Material für den Bau seien bereits abgetragen worden.

## Sport
Am 3. August 2022 reichte das saudi-arabische olympische und paralympische Komitee beim Olympic Council of Asia (OCA) eine Interessenbekundung für die Ausrichtung der 10. Asiatischen Winterspiele in Trojena ein. Am 4. Oktober 2022 wurde Saudi-Arabien offiziell als Gastgeber der Winter-Asienspiele 2029 ausgewählt, welche in Trojena stattfinden sollen.